# Ha Seok-ju
Ha Seok-Ju (20 februari 1968) is een voormalig Zuid-Koreaans voetballer.

## Loopbaan
Ha Seok-Ju speelde tussen 1990 en 2003 voor Pusan Daewoo Royals, Cerezo Osaka, Vissel Kobe en Pohang Steelers. Ha Seok-Ju debuteerde in 1991 in het Zuid-Koreaans nationaal elftal en speelde 95 interlands, waarin hij 22 keer scoorde. Hij vertegenwoordigde zijn vaderland eveneens op de Olympische Spelen 1996 in Atlanta, waar de Zuid-Koreaanse ploeg onder leiding van bondscoach Anatolij Bysjovets in de groepsronde werd uitgeschakeld. Ha Seok-Ju was een van de drie dispensatiespelers in de selectie